# Biomuzică
Biomuzica este o forma a muzicii experimentale care se ocupă cu sunete create sau efectuate natural. Definiția este, de asemenea, uneori extinsă la sunete făcute de om într-un mod direct biologic. De exemplu, muzica ce este creata de undele cerebrale ale compozitorului poate fi, de asemenea, numită biomuzică, cântarea sau vocalizarea este de obicei exclusă din această definiție.
Biomuzica poate fi împărțita în două categorii de bază: muzica care este creată exclusiv de către animale (sau, în unele cazuri de plante), și muzica care se bazează pe zgomote sintetice de animale, dar care este aranjata de un compozitor. Unele forme de utilizare a muzicii înregistrate, sunete din natură, ca parte a muzicii, de exemplu, muzica New Age, folosește sunetele din natură ca fundal pentru diferite structuri muzicale, si muzica ambient foloseste uneori sunete din natură modificate prin unități de reverb și delay, pentru a crea versiuni spatiale a sunetelor din natură, ca parte a ambiantei.

## Vezi și
- Avangardă
- Ambient
- Muzică New Age
- Sunet